# Département d'Aleg

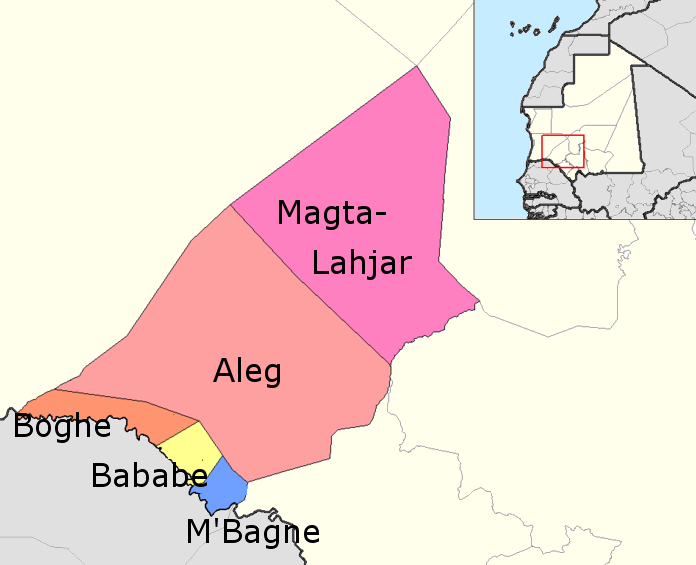
Les départements du Brakna : Aleg au centre

Le département d'Aleg est l'un des cinq départements (appelés officiellement Moughataa) de la région de Brakna en Mauritanie.

## Liste des communes du département
Le département d'Aleg est constitué de six communes :
- Aghchorguitt
- Aleg
- Bouhdida
- Cheggar
- Djellwar
- Mal

En 2000, l'ensemble de la population du département d'Aleg regroupe un total de 66 262 habitants (31 058 hommes et 35 204 femmes).